# デジタル台風
デジタル台風（デジタルたいふう）は、国立情報学研究所が公開している、台風のデータベースを提供するウェブサイトである。運営者は北本朝展。
1981年から現在までの13万の台風のデータの検索が可能となっている。以前までは1991年以降のデータが閲覧可となっていたが、2006年7月19日から閲覧できる年代を10年拡大した。
台風のデータを、発生年月日や、名前、番号、発生位置、最大勢力など、様々な条件から検索することができる。台風画像や勢力情報なども提供している。雲画像のパターンの類似度から、ある台風画像に似た台風画像を検索できる点が特徴的である。また、台風のみの情報に留まらず、気象衛星画像や動画、アメダスの統計などのデータも提供している。